# Alone (album de Modern Talking)
Pour les articles homonymes, voir Alone.
Albums de Modern Talking
Back for Good
(1998) 2000: Year of the Dragon
(2000)
Singles
Alone est le 8e album du groupe allemand Modern Talking sorti le 19 février 1999. Cet album s'est classé n°1 dans de nombreux pays (Allemagne, Hongrie, Argentine, Turquie, Estonie) et s'est classé 11e en France.

## Pistes
1. You Are Not Alone - 3:41
2. Sexy Sexy Lover - 3:33
3. I Can't Give You More - 3:41
4. Just Close Your Eyes - 4:17
5. Don't Let Me Go - 3:20
6. I'm So Much In Love - 3:53
7. Rouge et Noir - 3:14
8. All I Have - 4:20
9. Can't Get Enough - 3:35
10. Love Is Like A Rainbow - 3:58
11. How You Mend A Broken Heart - 4:14
12. It Hurts So Good - 3:22
13. I'll Never Give You Up - 3:26
14. Don't Let Me Down - 3:57
15. Taxi Girl - 3:09
16. For Always and Ever - 3:22
17. Space Mix feat. Eric Singleton - 17:14